# 성적 환상

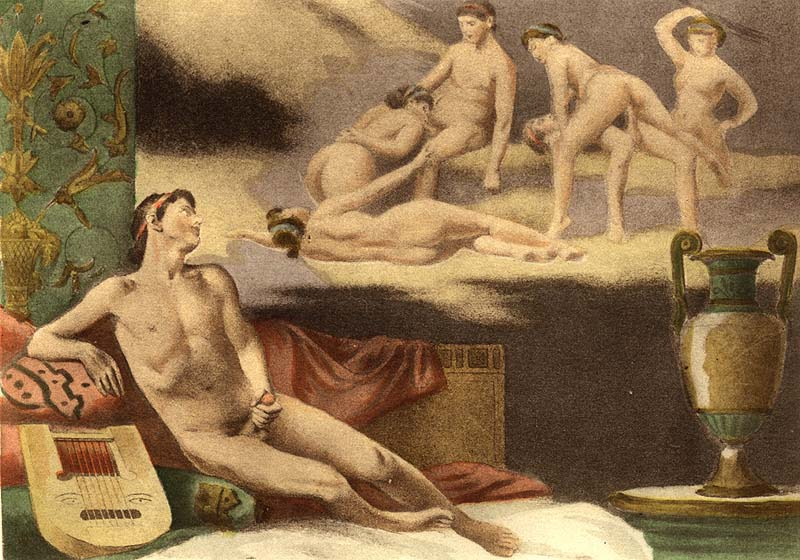
Édouard-Henri Avril의 De Figuris Veneris 에 대한 삽화 중 하나는 성적 환상을 보며 자위 하는 남성을 묘사한다.

성적 환상은 사람의 섹슈얼리티를 자극하고 성적 흥분 을 일으키거나 향상시킬 수 있는 정신적 이미지 또는 사고 패턴이다. 성적 환상은 사람의 상상이나 기억에 의해 생성될 수 있으며, 자율적으로 또는 에로틱 문학이나 포르노, 물리적 대상 또는 다른 사람에 대한 성적 끌림 과 같은 외부 자극에 의해 유발될 수 있다. 성적 흥분을 일으킬 수 있는 모든 것은 또한 성적 환상을 일으킬 수 있으며, 성적 흥분은 차례로 환상을 일으킬 수 있다.
성적 환상은 거의 보편적이며 전 세계 많은 사회에서 보고되고 있다. 그러나 일부 환상의 특성 때문에 문화적, 사회적, 도덕적, 종교적 제약으로 인해 그러한 환상을 실제로 실행하는 것은 훨씬 덜 일반적이다. 어떤 경우에는 성적 환상에 대한 사람의 토론조차도 사회적 금기 와 금지 대상이 된다. 어떤 사람들은 성적 역할극 을 통해 환상을 연기하는 것이 편리하다고 생각한다. 일반적으로 외설적인 성격의 영화에서 판타지에 대한 묘사나 토론을 보고 성적 판타지의 타당성을 찾을 수 있다. 환상은 긍정적이거나 부정적인 경험일 수도 있고, 둘 다일 수도 있다. 과거 경험에 대한 반응일 수 있으며 미래의 성행위에 영향을 미칠 수 있다. 사람은 실생활에서 성적 환상을 만들고 싶지 않을 수 있으며 그 과정은 완전히 상상적이기 때문에 성적 행동의 이면에 있는 심리적 과정에 대한 정보를 제공할 수 있는 수용 가능하거나 실제적인 환상에 국한되지 않다.
성적 환상 은 문학, 영화 또는 예술 작품의 장르 와도 관련될 수 있다. 많은 사람들이 그러한 작업에 대해 불편함을 느낄 수 있지만 그러한 작업은 미학적으로 높이 평가될 수 있다. 예를 들어, 감옥 영화의 여성 은 포르노 영화와 마찬가지로 성적 환상으로 묘사될 수 있다. 영화의 경우 이 용어는 판타지 장면이나 시퀀스와 같은 영화의 일부를 설명할 수 있다. 포르노 영화 외에도 <i id="mwKQ">Business Is Business</i> (1971), Amarcord (1973), American Beauty (1999) 등과 같은 성적 판타지 장면이 다수의 주류 영화에 포함되었다. 많은 경우 판타지 장면을 사용하면 캐릭터의 성적인 정신 상태를 나타내는 재료를 작품에 포함시킬 수 있다.

## 방법론
성적 환상의 본질을 객관적으로 확인하고 측정하는 것은 어렵기 때문에 많은 연구가 깨어 있을 때 다음 세 가지 기술 중 하나를 사용하여 의식적인 환상을 다루고 있다.
- 익명의 응답자에게는 환상의 체크리스트가 제공되고 어떤 환상을 경험했는지, 얼마나 자주, 어떤 맥락에서 경험했는지 표시하도록 요청한다. 이 방법은 정확성을 제한할 수 있는 소급 회수에 의존한다. 체크리스트는 포괄적이지 않을 수 있으며 결과적으로 일부 환상에 편향될 수 있다.
- 익명의 응답자는 자신의 성적 환상을 서술 형식으로 작성해야 한다. 이 방법은 또한 소급 회수에 의존한다. 일부 연구는 입력되는 환상의 수를 제한하고(예: 가장 빈번한 것만) 응답자는 어쨌든 모든 환상을 기록하지 않을 수 있다. 체크리스트보다 사회적 바람직성 편향 .
- 응답자는 체크리스트나 일기를 사용하여 주어진 기간 동안 경험한 환상을 기록한다. 이 방법은 대표하는 데 오랜 시간이 필요하며 비실용적일 수 있다.

환상에 대한 사람의 보고의 신뢰성을 측정하기 위해 연구자는 질 광혈류 측정기, 음경 스트레인 게이지 또는 생식기 맥박 진폭, 생식기와 같은 기타 도구를 사용하여  보고된 성적 흥분을 실제 각성 측정과 비교할 수 있다. 혈액량, 심박수 . 1977년 연구에서는 남성이 여성보다 혈액량을 기준으로 각성을 훨씬 더 잘 판단했으며, 맥박 진폭 측정을 기준으로 각성을 판단할 때 남성과 여성이 동등하다고 밝혔다. 또한 여성이 낮은 각성을 판단하는 데 더 우수했다.
일반적으로 성에 대한 연구와 마찬가지로 연구에 사용된 표본이 너무 작거나 완전히 무작위적이지 않거나 모집단을 완전히 대표하지 않을 수 있다. 이것은 연구 간의 유사성을 특히 중요하게 만든다. 여성은 자신이 흥분하고 있다는 사실을 깨닫지 못하거나 자신이 흥분하고 있다고 말하지 않기 때문에 환상의 빈도를 과소보고하는 경향이 있다. 한 가지 일반적인 문제는 낭만적인 이미지를 상상하고 흥분하지만 성적으로 노골적인 것이 아니기 때문에 환상을 보고하지 않는다는 것이다. 많은 연구가 현대적이고 서구 사회에서 수행되고 있으며, 이는 성역할 및 금기 와 같은 요인으로 널리 대표되지 않으므로 다른 사회 및 역사적 시대에 더 많은 연구가 필요하다. 나이와 관련하여 5~12세 아동의 성적 환상에 대한 지식은 거의 없으며, 평생에 걸친 종단적 연구 가 필요하다. 섹스는 종종 금기시되는 주제이므로 일부 영역에서는 진정으로 정직하고 대표적인 사례를 수행하는 것이 어려울 수 있다. 예를 들어, 남아시아 게이 남성에 대한 1997년 연구에 따르면 거의 75%가 "발견 되는 " 것을 두려워하여 연구를 복잡하게 만든다.

## 목적
성적 환상에 대한 시나리오는 개인마다 크게 다르며 개인적인 욕망과 경험의 영향을 받으며 일상적인 것부터 기이한 것까지 다양하다. 환상은 강간, 거세 또는 납치 와 같은 위험하거나 불법적인 시나리오를 상상함으로써 실제 '성적 구속'을 피하기 위해 자주 사용된다. 권력, 순수, 죄책감 등 평소에는 없는 역할을 하는 사람들을 상상할 수 있게 해준다. 환상은 성적 행동  막대한 영향을 미치며 오르가즘의 유일한 원인이 될 수 있다. 판타지에는 몇 가지 공통된 주제가 있지만, 어떤 대상이나 행위도 에로틱  수 있다.
성적 환상은 성적 불만과 달리 관계의 어려움을 해결하는 데 사용될 수도 있다. 예를 들어, 불안정한 결혼 생활을 한 여성은 행복하게 결혼한 여성보다 훨씬 더 자주 환상을 보는 것으로 나타났다. 가상 시나리오를 만드는 것은 특히 여성이 스트레스와 불편함을 처리할 때 대처 메커니즘으로 사용할 수 있다. 이와 같이 환상은 개인이 고통의 근원과 대조되는 새로운 영역(예: 권력, 순결 또는 죄책감의 위치를 경험함)에 들어가게 하고 자존감을 높여준다.
성적 환상의 목적과 기능은 진화론적 관점에서 다소 다르게 설명된다. Bowlby(1969/1982)의 애착 이론은 적절한 애착 대상의 부재가 자존감을 파괴할 수 있다고 주장한다. 더 불안하게 애착된 개인은 정서적 안정을 얻기 위해 성을 사용하는 것이 좋다. 따라서 그들은 성적 친밀감에 대한 갈망을 통해 성관계를 가질 수 있으며, 관계의 상태에 도전하는 상황에서 성적 행동의 빈도를 증가시킬 수 있다. 이에 반해 회피적 애착 유형은 성관계로 인한 친밀감을 두려워하며 친밀감을 피하기 위해 적극적인 조치를 취한다. 성행위 패턴에는 캐주얼 파트너와의 감정 없는 섹스, 자신을 홍보하기 위한 섹스, 성교 중 분리감이 포함된다. 성적 환상은 애착 관련 주제를 따를 가능성이 높다. 불안한 애착을 가진 사람들은 성적 환상을 훨씬 더 많이 보고하고 자신을 연약하고 신뢰할 수 있으며 무력한 것으로 묘사한다. 회피형 애착 유형은 관계가 차갑고, 감정이 없고, 비인간적인 것으로 간주되는 환상을 보고한다. 따라서 성적 환상은 정신적 표상 방식을 통해 대인 관계 목표를 달성하는 주요 기능을 수행한다.
진화론은 성적 환상에서 성별 차이의 목적과 기능에 대한 또 다른 흥미로운 설명을 제공한다. 연구 문헌에 따르면 여성은 남성이 성적 파트너의 이미지를 연상시키는 자신의 신체적, 정서적 감각을 우선시할 가능성이 더 높다. 여성은 또한 역사를 공유한 단일 개인이나 장기적인 관계를 추구하고자 하는 사람에 대해 환상을 가질 가능성이 더 크다. 시간이 지남에 따라 수컷이 젊고 가임력 있는 암컷과 교미하는 것이 유리한 것으로 판명되었다. 그들은 생식 파트너의 "신선한 특징"을 해독하는 능력을 발전시켰다. 맑은 피부, 두꺼운 머리카락, 도톰한 입술 등. 이에 비해 암컷은 부모의 투자와 수컷이 소유한 양질의 유전자 풀을 기반으로 번식하도록 유도된다. 여성의 관점에서 볼 때 여러 남성 파트너와 교미하는 위험은 잠재적인 이점보다 훨씬 크다. 따라서 남성이 특정 신체적 특징을 시각화하는 것은 놀라운 일이 아니다. 그 기원과 목적은 진화에서 찾을 수 있다. 또한 남성이 여성을 바라보고 성적 쾌락을 얻는 수단을 외적으로 투영하는 경우 여성은 이 역할에서 수동적인 상태를 유지하도록 조건화되어 있다. 그들은 남성의 성적 관심을 면밀히 조사하여 구체적이고 특별한 파트너를 환상적으로 만든다.
사람은 환상을 수행하려는 욕구가 없을 수 있다. 사람들은 종종 미래의 성적인 만남을 계획하는 데 환상을 사용한다. 은 공상을 자주 하는 사람들에게 더 흔하다고 제안되었지만 모든 개인과 하루 중 언제든지 발생한다. 성적 환상은 자위 하는 동안 빈번하지만  이것은 여성보다 남성에게 더 사실일 수 있다.
성적 접촉 중에 일부 사람들은 환상을 사용하여 행위의 바람직하지 않은 측면을 "끄기"할 수 있다. 반대로, 사람은 주의를 산만하게 하는 것을 무시하고 구강 성교를 받는 사람과 같이 집중하고 각성을 유지하기 위해 환상을 사용할 수 있다. 남성은 섹스를 하는 동안 자신의 일부만 인식하는 경향이 있다. 즉, 한 영역의 물리적 자극에 더 집중하는 경향이 있으므로 자신을 "전체"로 보지 않다.
많은 커플이 더 친밀감을 느끼고 더 친밀감과 신뢰를 얻거나 단순히 더 흥분하거나 더 강력한 신체적 반응을 일으키기 위해 환상을 공유한다. 어떤 커플은 환상을 외면의 한 형태로 공유한다. 이것은 1980년대 동안 BDSM의 부상에 대한 설명으로 제공되었다. — HIV 감염 을 피하기 위해 사람들은 성적 환상의 안전한 출구로 BDSM을 사용했다. 커플은 성적 역할극 을 통해 환상을 연기할 수도 있다.
환상은 또한 성 치료 의 일부로 사용될 수 있다. 그들은 성적 흥분 과 해방의 더 높은 수준을 촉진하기 위해 불충분하게 흥분되는 성행위를 향상시킬 수 있다. 기혼 여성을 대상으로 한 1986년 연구에서는 성적 환상이 흥분과 오르가즘 을 달성하는 데 도움이 되었다고 밝혔다. 치료의 일환으로, 오르가즘 을 느끼는 여성은 일반적으로 환상과 자위를 사용하도록 권장된다.

## 일반적인 환상
성적 환상의 빈도는 거의 보편적이지만  성별, 연령, 성적 취향 및 사회에 따라 다르다. 그러나 회고적 회상과 반응 편향, 금기 등으로 인해 환상 유형의 빈도를 측정하는 데는 본질적으로 어려움이 있다. 일반적으로 남성과 여성에게 가장 흔한 환상은 흥미진진한 성 경험을 재현하고, 현재 파트너와 섹스를 상상하고, 다른 파트너와 섹스를 상상하는 것이다. 이 세 가지 범주의 환상의 인기도에는 일관된 차이가 없다. 다음으로 가장 흔한 환상은 오럴 섹스, 낭만적인 장소에서의 섹스, 성적인 힘 또는 저항할 수 없는 것, 강간 을 포함한다. 
| 공상            | 수행(%) | 그것에 대해 환상(%) |
| --------------- | ------- | ------------------- |
| 부정            | 16      | 30                  |
| 스리섬          | 14      | 21                  |
| 직장에서의 섹스 | 12      | 10                  |

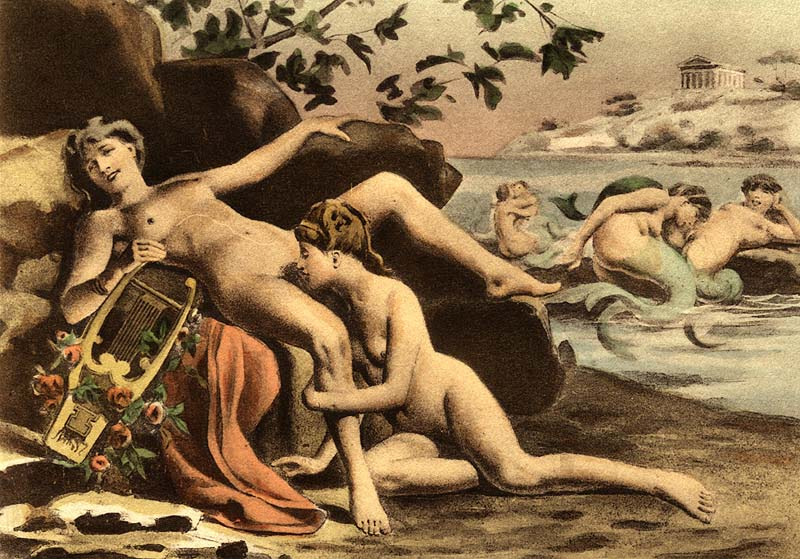
오럴 섹스는 남성과 여성 사이에서 가장 흔한 환상 중 하나이다.

2004년 미국 조사에 따르면 특정 환상의 발생률은 실제 수행률보다 높다.

## 성차

### 성적 환상의 기원
성은 그들의 환상이 어디에서 시작되었는지에 대해 대조되는 것으로 밝혀졌다. 남성은 과거의 성적 경험에 대해 환상을 갖는 경향이 있는 반면, 여성은 이전에 경험하지 못한 상상의 연인이나 성적 만남을 떠올리는 경향이 있다. 남성의 환상은 시각적 이미지와 노골적인 해부학적 세부 사항에 더 초점을 맞추는 경향이 있으며, 남성은 성적 취향에 관계없이 시각적인 성적 자극 과 캐주얼한 성관계에 대한 환상에 더 관심이 있다.
반면에 여성의 판타지는 정신적 성적 자극에 더 초점을 맞추고 더 많은 감정과 연결을 포함하는 경향이 있다. 따라서 여성은 친밀감과 애정이 높은 낭만적인 성적 환상을 보고할 가능성이 더 높다. 예를 들어 남성 파트너를 영웅주의와 연관시키고 그들을 기사도적 구조자로 보는 것이다. 진화론은 이 발견에 대한 설명을 제공한다. 따라서 여성은 남성 파트너가 자신의 자손을 키우는 데 도움이 되는 자원을 투자한 대가로 남성 파트너에게 헌신을 보일 가능성이 있으므로 자손의 생존 가능성이 높아진다.

### 성적 환상의 유형
성적 환상의 여러 성별 차이를 강조한 많은 연구가 수행되었다. 자주 등장하는 패턴 중 일부는 탐색적, 친밀함, 비인격적, 사도마조히즘 과 같은 범주에 속하는 성적 환상을 보고하는 남성의 더 큰 경향을 포함한다. 탐색적 환상에는 동성애 만남과 그룹 섹스 가 포함되며, 다른 사람이 성교와 페티시즘에 참여하는 것을 보는 환상은 비개인적인 성적 환상으로 분류된다. 여성은 또한 동성 파트너 또는 유명인과 관련된 환상을 보고할 가능성이 높지만 두 성별 모두 구강 성교 및 야외 섹스에 대한 환상을 포함하여 설명된 다른 세 가지 유형보다 친밀한 환상을 선호하는 것으로 밝혀졌다.

### 자주 사용하는 테마
성별이 다른 또 다른 방법은 남성이 여성에 비해 여러 성 파트너(예: 쓰리섬 또는 난교 )를 갖는 것에 대해 환상을 갖고  성적 환상에서 더 큰 파트너 변화를 추구할 가능성이 훨씬 더 높다는 것이다. 진화 이론은 이것이 남성이 여러 여성을 임신시켜 한 번에 많은 자손을 낳을 수 있는 능력 때문일 수 있다고 제안하며, 따라서 남성은 번식 성공을 높이고 유전적 계통을 계속하기 위해 다중 파트너십의 개념에 더 개방적일 것이라고 예측한다. .
성별은 또한 지배와 복종에 대해 환상을 갖는 측면에서 다르다. 남성은 지배와 복종에 대해 동등하게 자주 공상하는 반면, 여성은 지배보다 복종에 대해 더 자주 공상한다. 이러한 차이에도 불구하고, 대부분의 개인은 이러한 젠더화된 성적 고정 관념에 순응하지 않으며 남성의 섹슈얼리티는 선천적으로 공격적이지 않고 여성의 섹슈얼리티는 본질적으로 수동적이지 않으며 이러한 고정 관념은 나이가 들면서 줄어들 수 있다는 점에 유의하는 것이 중요하다.
성적 환상은 성별 자체가 아니라 성격이나 학습 경험과 같은 개인 차이의 결과로 달라질 수 있다. 실제로, 성적 환상의 성별 차이는 실제로 시간이 지남에 따라 좁혀졌으며, 예를 들어 다양한 성적 환상과 각 성별이 보고하는 환상의 양과 관련하여 계속 축소될 수 있다고 제안되었다.
| 판타지 비율(%) | 판타지 비율(%) | 판타지 비율(%) |
| -------------- | -------------- | -------------- |
|                | 남자들         | 여성           |
| 그룹 섹스      | 42             | 16             |
| 유명한 사람    | 16             | 27             |
| 동성애         | 10             | 19             |
| 낯선 사람      | 33             | 39             |

### 나이
성적 환상을 처음 경험하는 연령도 남녀 간에 차이가 있는 것으로 밝혀졌다. 남성은 일반적으로 11세에서 13세 사이인 더 어린 나이에 이것을 보고할 가능성이 높으며,  이러한 내용이 더 명시적이라고 설명한다. 첫 번째 성적 환상과 관련하여 남녀 모두에게 공통적인 주제에는 유명인(예: 영화 배우 ) 및 교사와의 섹스가 포함되었다. 두 성별의 성적 환상 선호도 또한 연령의 함수로 변한다는 점에 주목했다. 예를 들어, 젊은 남성은 여러 파트너와의 환상을 더 많이 지지하는 것으로 나타났다. 이러한 경향은 나이가 들면서 감소하는 반면 동성애 환상은 약간 증가한다. 한편, 여성의 경우 낯선 사람과 동성 파트너에 대한 환상은 평생 동안 비교적 안정적으로 유지된다.

### 도착적 성적 환상
성적인 차이는 또한 도착적 환상 (즉, 비정형으로 간주되는 환상)과 관련하여 발견되었다. 유사성애적 성적 환상의 예로는 근친상간, 관음증, 성전환자 페티시즘, 동물과의 섹스(동물성애 참조), 소아성애 등이 있다. 한 연구에 따르면 남성의 60% 이상이 미성년자 파트너와의 성교와 관련된 성적 환상을 시인했으며 남성의 33%는 강간 환상을 보고했다. 다른 성적 환상과 함께, 성애적 성적 환상의 발생 연령은 일반적으로 18세 이전인 것으로 생각되지만, 이는 당면한 특정 환상에 따라 달라지는 것으로 밝혀졌다.
|                               | 발병 연령(년: 개월) |
| ----------------------------- | ------------------- |
| 복장 도착                     | 13:6                |
| 맹목적 숭배                   | 16:0                |
| 관음증                        | 17:4                |
| 비 근친상간 이성애자 소아성애 | 21:1                |
| 비 근친상간 동성애자 소아성애 | 18:2                |

비정상적인 성적 환상은 남성에게 더 흔하며, 성적 파트너에게 소변을 보고 남성이 훨씬 더 높을 때 소변을 보는 환상이 있다. 정신 장애 진단 및 통계 편람 4판(DSM-IV)에서는 성적 마조히즘을 제외하고는 성애가 여성에게서 거의 진단되지 않는다고 명시하고 있다. 더욱이, 성적인 각성은 여성보다 남성에게 더 큰 것으로 나타났다. 그러나 여성에 대한 연구가 충분히 이루어지지 않았기 때문에 성애가 여성에게 덜 자주 보고되는 경우가 있다. 여성의 성애적 성적 환상에는 성적 사디즘, 노출증, 소아성애가 포함된다.

### 성적 환상의 실행
성적 환상은 이전에 금기시되었던 성에 대한 보다 자유로운 태도와 현재 존재하는 다양한 성적 경험에 대한 인식 증가로 인해 현대 사회에서 실행될 가능성이 더 높을 수 있다. 여성은 자신의 경험 범위 내에서 성행위에 대한 환상을 가지고 있기 때문에 남성보다 성적 환상에 따라 행동할 가능성이 더 높으며, 따라서 이를 실행에 옮길 가능성이 더 높다. 지배와 관련된 성적 환상(예: 강간 환상 )과 실제 생활에서 공격적인 행동을 보일 가능성 사이의 연관성이 조사되었으며, 남성이 저지른 성범죄와 성적 강압에 대한 환상과의 연관성이 발견되었다. 이것은 개인이 높은 수준의 사이코패스적 특성을 보이는 경우에 특히 더 가능성이 높다.

### 이론적 틀
수많은 변수가 성적 환상에 영향을 미치기 때문에 성별의 차이는 여러 이론적 틀을 통해 검토할 수 있다. 사회 구성주의는 성적 사회화가 성적 환상의 강력한 예측 변수이며 성별 차이는 사회적 영향의 결과라고 예측한다. 이러한 관점에서 여성의 섹슈얼리티는 여성이 어떻게 생각하고 행동해야 하는지에 대한 문화적 관점과 기대에 더 큰 영향을 받기 때문에 더 가단성이 있다고 믿어진다. 대조적으로, 진화론(진화 심리학 또는 사회생물학 이라고도 함)은 성적 환상이 생물학적 요인에 영향을 받기 쉽다고 예측한다. <sup id="mwAY8">[29]</sup> 예를 들어, 일부 연구에 따르면 여성은 친숙한 연인에 대한 환상을 선호하는 반면 남성의 성적 환상은 익명의 파트너와 관련이 있다.
사회 구성주의자의 설명은 이것이 여성이 남성에게 순결하고 선택적인 사람으로 길러졌기 때문이라고 말할 수 있는 반면, 진화론적 이론에 따르면 조상 여성은 한 파트너가 있는 생식 보장을 선호하여 그에게 충실하면 더 큰 가능성을 낳을 수 있다고 말할 수 있다. 그가 그녀와 그녀의 후손에게 자원을 투자한다는 것은 오늘날 현대 여성들에게 여전히 뿌리내리고 있는 생각이다. 진화 심리학은 또한 여성이 남성 유명인과 관련된 성적 환상의 비율이 더 높다는 사실을 밝히는 데 도움이 될 수 있다. 이론은 이 짝짓기 전략이 우리의 여성 조상에게 유리했을 수 있으며, 높은 지위의 수컷과의 연합이 보호와 공급을 통해 자손의 생존율을 증가시킬 수 있음을 시사한다.

## 성적 지향
1979년 Masters and Johnson 은 데이터 수집 방법이 불분명하지만 동성애 남성과 여성의 성적 환상에 대한 최초의 연구 중 하나를 수행했다. 그들의 표본은 30 명의 게이 남성 과 레즈비언으로 구성되었으며 동성애 남성에게 가장 흔한 5가지 환상은 성 해부학의 이미지(주로 음경 과 엉덩이 ), 강제적인 성적 만남, 목가적인 섹스, 그룹 섹스 및 섹스의 이미지라는 것을 발견했다. 여자들과. 1985년 연구에 따르면 동성애 남성은 다른 남성과의 불특정 성적 활동, 구강 성교, 이전에 관련되지 않은 다른 남성과의 섹스를 선호했다. 두 연구에서 동성애 남성과 이성애 남성은 비슷한 환상을 공유했지만 성별이 바뀌었다. 2006년 비 대표 연구는 인도의 동성애 남성을 조사했다. 그것은 이성애 남성 환상과 비교할 때 동성애 남성이 탐색적이고 친밀하고 비개인적인 환상에 더 집중한다는 것을 발견했다. 사도마조히즘적 환상에는 차이가 없었다. 일반적으로 동성애 남성 대 이성애 남성의 상위 환상에는 거의 차이가 없었다. 연구 당시 동성애는 불법이었다 .
2005년 연구에서는 로스앤젤레스 대도시 지역의 이성애 여성과 동성애 여성을 비교한 결과 환상의 내용에 약간의 차이가 있음을 발견했다. 성별에 따른 결과에서 동성애 여성은 여성의 특정 부위(얼굴, 가슴, 음핵, 질, 엉덩이, 팔 또는 머리카락)에 대해 더 많은 환상을 갖고 있는 반면, 이성애 여성은 남성 신체의 특정 부위(얼굴, 성기)에 대해 더 많은 환상을 가지고 있었다., 엉덩이, 팔 또는 머리카락). 동성애 여성은 또한 "많은 여성을 기쁘게 하는 것"에 대한 환상이 더 많았다. 피험자들에게 많은 남성을 기쁘게 하는 것에 대한 환상을 가지고 있는지 물었을 때 큰 차이가 없었다. 성별과 관련이 없는 질문에 대한 응답에는 큰 차이가 없었다.

## 힘

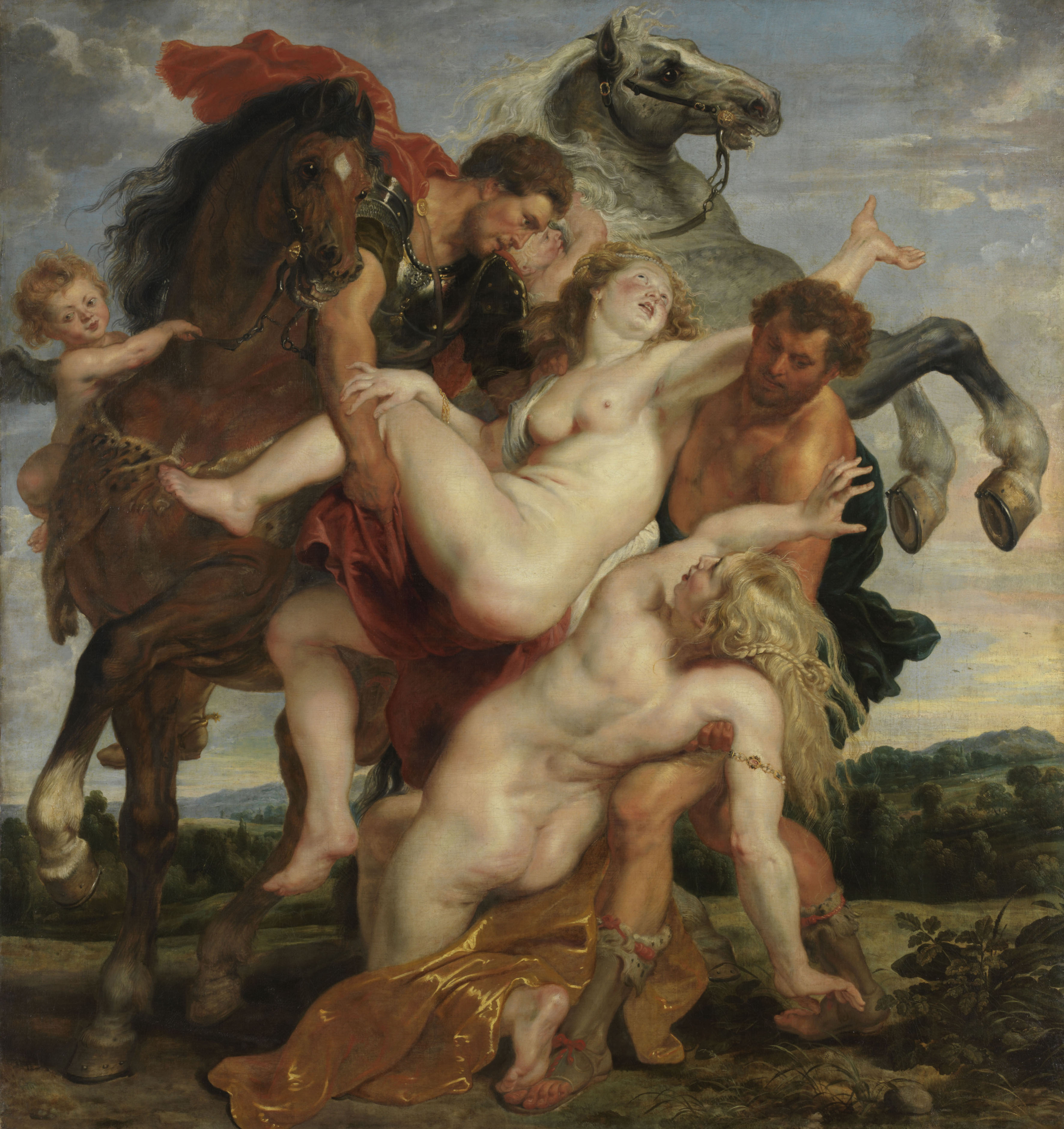
강간 환상은 남성과 여성 모두에게 일반적이다.

강간은 일반적으로 또는 특정 성적 시나리오의 한 요소로서 남녀 모두에게 공통적인 성적 환상이다.  환상은 성행위를 강요받거나 강요 받는 환상가 또는 가해자와 같은 환상가를 포함할 수 있다. 일부 연구에 따르면 여성은 남성보다 섹스를 강요받는 것에 대한 환상을 더 자주 갖는 경향이 있다. Hariton과 Singer의 1974년 연구에 따르면 "압도되거나 항복하도록 강요받는" 것은 설문조사에서 두 번째로 빈번한 환상이었다. Knafo와 Jaffe의 1984년 연구는 성교 중 연구에서 가장 흔한 환상으로 압도되는 것으로 평가되었다. Pelletier와 Herold의 1988년 연구에 따르면 여성 응답자의 절반 이상이 강제 섹스에 대한 환상을 가지고 있다고 밝혔다. 다른 연구에서는 주제를 찾았지만 빈도와 인기가 낮다. 그러나 이러한 여성의 환상은 결코 현실에서 대상이 강간되기를 원한다는 것을 의미하지 않다. 환상에는 종종 여성이 자신이 유혹 당하고 있다고 상상하고 상상하는 남성이 바람직하다는 낭만적인 이미지가 포함된다. 가장 중요한 것은 여성이 자신의 환상을 완전히 통제할 수 있다는 것이다. 환상은 일반적으로 여성이 다치는 것과 관련이 없다. 반대로 과거에 성희롱을 당한 여성 중 일부는 성희롱의 회상과 유사한 원치 않는 성적 환상을 보고한다. 그것들은 현실적이며 여성은 관련된 신체적, 정신적 고통을 기억할 수 있다.
여성들이 강제로 성적 활동을 하는 상상을 하는 이유에 대해 가장 자주 인용되는 가설은 판타지가 사회적으로 유발된 죄책감을 피한다는 것이다. 여성은 자신의 성적 욕망 과 행동에 대한 책임을 인정할 필요가 없다. Moreault와 Follingstad의 1978년 연구는 이 가설과 일치했으며 높은 수준의 성 죄책감이 있는 여성이 제압되고 지배되고 무력감을 느끼는 환상을 보고할 가능성이 더 높다는 것을 발견했다. 대조적으로, Pelletier와 Herold는 죄책감의 다른 척도를 사용했고 상관관계를 찾지 못했다. 다른 연구에 따르면 강제 섹스 환상을 보고한 여성은 성에 대해 더 긍정적인 태도를 가지며 죄책감 가설과 모순된다.  Strassberg와 Lockerd의 1998년 연구에 따르면 강제력에 대한 환상을 가진 여성은 일반적으로 덜 죄책감이 많고 성애적이며 결과적으로 더 빈번하고 다양한 환상을 가진다. 또한, 강제 환상은 분명히 가장 일반적이거나 가장 빈번하지 않다고 말했다.

## 소셜 뷰

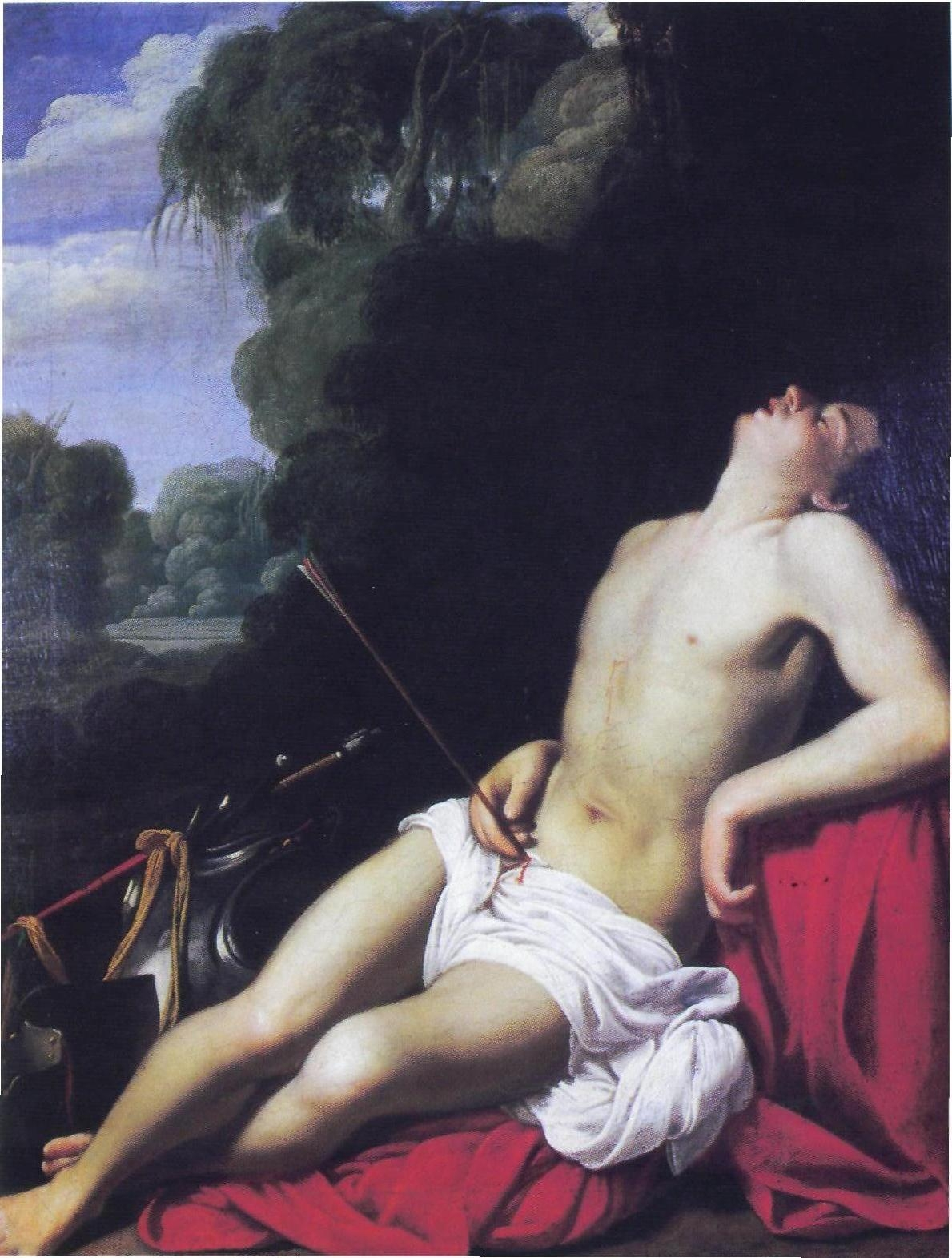
성 세바스티아누스는 역사적으로 종교적 아이콘이자 은밀한 성적 환상의 인물로 묘사되었다.

성적 환상(그리고 일반적으로 섹스)에 대한 사회적 관점은 전 세계적으로 다르다. 개인의 환상의 프라이버시는 사회적 조건에 크게 영향을 받다. 전 세계 여러 곳에서 성적 환상이 금기시되고 있기 때문에 공개 토론 또는 인정조차 금지되어 환상을 비공개로 유지한다. 좀 더 느슨한 상황에서 사람은 자신의 환상을 가까운 친구, 중요한 다른 사람 또는 편안하게 지내는 사람들과 공유할 수 있다.
서양 문화 에서 성적 환상에 대한 도덕적 수용과 형식적 연구는 비교적 새로운 것이다. 수용되기 전에는 성적 환상이 사악하거나 죄악으로 여겨졌고, 일반적으로 "악마의 대리인"이 사람들의 마음에 심어놓은 끔찍한 생각으로 여겨졌다. 심리학자 들이 환상을 기꺼이 받아들이고 연구하려고 할 때에도 그들은 거의 이해하지 못했고 여성의 성적 환상을 히스테리 의 징후로 진단하기까지 했다. 20세기 초 이전에 많은 전문가들은 성적 환상(특히 여성의 경우)을 비정상적이라고 보았다. Sigmund Freud는 성적 환상을 경험한 사람들은 성적으로 박탈당하거나 좌절하거나 적절한 성적 자극과 만족이 부족하다고 제안했다. 수십 년 동안 성적 환상은 Patricia Petersen 박사의 "Morality, Sexual Facts and Fantasies", Alfred Kinsey's Kinsey Reports, Erotic Fantasies: A Study of the Sexual Imagination by Phyllis 와 같은 주목할만한 작품과 편집물로 더 수용 가능하게 되었다. 그리고 Eberhard Kronhausen, 그리고 Nancy Friday의 My Secret Garden 이 출판되었다. 오늘날, 그것들은 자신의  의 자연스럽고 긍정적인 요소로 간주되며 정상적인 환경과 치료 모두에서 성행위를 향상시키는 데 자주 사용된다. 많은 기독교인들은 성경 이 마태복음 5장 28절 에서 배우자 이외의 사람에 대한 성적 환상을 금지한다고 믿다. 다른 사람들은 성 바오로 가 "음행"이나 "더러움"과 같은 육체의 일을 정죄할 때 환상을 포함한다고 믿다. 서구 세계의 성적 환상에 대한 상대적으로 느슨한 태도에도 불구하고 다른 지역의 많은 사람들은 여전히 자신의 환상에 대해 수치심과 죄책감을 느낀다. 이것은 개인적인 성기능 장애에 기여할 수 있으며  정기적으로 부부의 성생활의 질을 저하시킨다.

## 죄책감과 질투
대부분의 사람들은 자신의 성적인 생각이나 환상에 대해 죄책감이나 혐오감을 느끼지 않지만 상당수는 그렇게 한다. 일반적으로 환상에 대해 죄책감을 느낀 사람들의 표본에는 남성과 여성이 동등하게 나타난다. 가장 주목할만한 예외는 1991년 연구에서 여성이 첫 번째 성적 환상에 대해 더 많은 죄책감과 혐오감을 느낀다는 것을 보여주었다. 여성의 경우 섹스에 대한 더 큰 죄책감이 덜 빈번하고 덜 다양한 성적 환상과 관련이 있었고, 남성의 경우 판타지 중에 덜 성적인 각성과 관련이 있었다. 은 또한 남성보다 더 심한 죄책감을 보고했다. 각성 및 오르가즘이 환상에 의존하는 경우 남녀 모두 더 큰 죄책감을 보고했다.
섹스와 죄책감이 아닌 죄책감과 성적 환상 사이의 직접적인 관계를 조사하기 위한 연구도 수행되었다. 한 연구에 따르면 보수적인 기독교인 160명을 대상으로 한 표본에서 남성과 여성의 16%가 성적 환상을 본 후 죄책감을 느끼고, 5%는 자신에 대해 불만을 느끼고, 45%는 자신의 환상이 "도덕적으로 결함이 있거나 용납될 수 없다"고 느꼈다고 밝혔다. 연령별로 성적 환상에 대한 죄책감을 조사한 연구는 결과가 불분명했다. Knoth et al. (1998)와 Ellis와 Symons(1990)는 젊은 사람들이 그들의 환상에 대해 덜 죄책감을 느끼는 경향이 있는 반면, Mosher와 White(1980)는 그 반대를 발견했다.
2006년 연구에서는 미국 이성애 부부의 죄책감과 질투심을 조사했다. 그것은 죄책감을 개인의 환상(" 당신이 ...에 대해 상상할 때 얼마나 죄책감을 느끼 나요? . . " ). 여성, 21-29세 커플, 짧은 관계 및 결혼 기간, 공화당원, 로마 가톨릭교도 에서 더 높은 수준의 죄책감이 발견되었다. 남성의 낮은 수준, 41-76 범위의 커플, 더 긴 관계, 민주당원 및 유태인 . 여성, 21-29세 범위의 커플, 로마 가톨릭 신자 및 비유대 종교 단체에서 질투가 더 높은 것으로 나타났다. 남성, 41~76세 커플, 유태인 및 비종교인에게서 낮은 수치가 나타났다.

## 성범죄
비정상적 성적 환상은 불법적, 비합의적, 가학적 주제를 포함하는 성적 환상이다. 성도착증 이 있는 사람들은 일탈적인 성적 환상을 가지고 있지만, 일탈적인 성적 환상은 비정형 및 성도착적이지 않다는 점에 주목하는 것이 중요하다. DSM-5는 성적 활동에 대한 강렬하고 지속적인 비정형적 선호 또는 때리기, 채찍질, 어린이, 동물 및 고무 등과 같은 에로틱한 대상과의 결속과 같은 대상에 대한 성애증을 성애라고 정의한다. DSM-5는 성애가 반드시 병리학 적일 필요는 없다는 것을 인식하지만, 정신과 의사는 성애적 환상의 정상이라는 개념이 주관적이기 때문에 성애적 관심과 성애 장애를 구별하는 것이 여전히 어렵다는 것을 발견한다 그것은 역사, 사회, 문화 및 정치와 같은 요소를 기반으로 한다. 예를 들어, 수음, 구강 성교, 항문 성교 및 동성애 섹스는 한때 일부 미국 주에서 불법이었고 심지어 이전 DSM 개정판에서는 성애 장애로 간주되었다.
비정형적 환상을 조사하기 위해 통계적 분석과 윌슨 섹스 판타지 설문지를 사용한 연구에서 동물성 또는 소아성애 적 환상을 갖는 경우는 드물고 배뇨, 옷 갈아 입기, 강간 등의 7개 테마만이 비정형으로 간주되는 것으로 나타났다. 많은 연구에서도 "비정형적인" 성적 환상이 매우 흔하다는 사실이 밝혀졌다 더 다양한 성적 환상에 탐닉하면 성생활 만족도가 높아진다. 예를 들어, 2011년 연구에 따르면 베를린의 나이든 남성 중 절반 이상이 "비정형" 성적 환상을 가지고 있으며 그 중 21.8%가 가학적 환상을 가지고 있는 것으로 나타났다 . 이는 성 살인의 전제 조건이다. 또 다른 연구에 따르면 지배 및 복종 주제는 포르노 검색에서 매우 인기가 있다.
성범죄 에 대한 대부분의 연구는 남성을 대상으로 한다. 쾌락살인과 같은 성범죄는 매우 드물다 . 대부분의 일탈적인 성적 환상가들은 일탈적인 성적 행동에 가담한 적이 없고 성범죄에 가담할 위험이 없기 때문이다. 일부에서는 성범죄에 대한 법적 정의가 협소하기 때문에 성범죄의 빈도가 과소평가되고 있다고 주장한다.
가학적인 성적 환상은 연쇄 살인범 을 이해하는 핵심 요소 중 하나이다. 그들의 성범죄는 환상을 유지하고 발전시키는 "시험"이다. 즉, 그들은 환상에 따라 범죄를 저지른 다음 범죄를 환상에 통합하여 각성을 증가시키고 결과적으로 가학적인 내용을 발전시킨다.
많은 성적 살인이 잘 계획되어 있다 . 살인에는 많은 고통과 공포가 수반되며 이는 일시적이기는 하지만 가학적 환상을 만족시키는 역할을 한다. 그들은 연습을 통해 환상을 더 정확하게 복제하려고 시도 시작하고 환상은 100% 정확도로 복제될 수 없다는 사실에 사로잡힐 때까지 계속된다.